# Empectoides gentilis
Empectoides gentilis är en skalbaggsart som beskrevs av Leon Fairmaire 1896. Empectoides gentilis ingår i släktet Empectoides och familjen Melolonthidae. Inga underarter finns listade i Catalogue of Life.